# Bazailles
Bazailles is een gemeente in het Franse departement Meurthe-et-Moselle (regio Grand Est) en telt 196 inwoners (1999).
De gemeente maakt deel uit van het arrondissement Briey en sinds begin 2015 van het kanton Mont-Saint-Martin. Daarvoor hoorde het bij het kanton Villerupt in hetzelfde arrondissement.

## Geografie
De oppervlakte van Bazailles bedraagt 4,3 km², de bevolkingsdichtheid is 45,6 inwoners per km².
De onderstaande kaart toont de ligging van Bazailles met de belangrijkste infrastructuur en aangrenzende gemeenten.

## Demografie
Onderstaande figuur toont het verloop van het inwonertal (bron: INSEE-tellingen).
Allondrelle-la-Malmaison · Baslieux · Bazailles · Beuveille · Boismont · Charency-Vezin · Colmey · Cons-la-Grandville · Cosnes-et-Romain · Doncourt-lès-Longuyon · Épiez-sur-Chiers · Fresnois-la-Montagne · Gorcy · Grand-Failly · Han-devant-Pierrepont · Longuyon · Montigny-sur-Chiers · Mont-Saint-Martin · Othe · Petit-Failly · Pierrepont · Saint-Jean-lès-Longuyon · Saint-Pancré · Saint-Supplet · Tellancourt · Ugny · Ville-au-Montois · Ville-Houdlémont · Villers-la-Chèvre · Villers-le-Rond · Villette · Viviers-sur-Chiers
1. ↑  Populations de référence 2022.